# LLTW☆
「LLTW☆」（エルエルティダブリュー）は、日本の女性アイドルグループ・Luce Twinkle Wink☆の1枚目のスタジオ・アルバム。2018年1月10日にNBCユニバーサル・エンターテイメントジャパンから発売された。

## 概要
同アイドルグループ初のアルバムとなった本作には、メジャーデビュー前の1stシングル『刹那ハレーション』からメジャーデビュー後の4thシングル『Fight on!』までの表題曲に加え、メンバーの作詞曲を含めた初音源化の新曲も多数収録した同アイドルグループの過去から現在までの全てを感じられるアルバムとなっており、メンバーの宇佐美幸乃曰くベストといって過言ではないと語っている。また表記はないが、インディーズ時代の楽曲は本作に収録するあたって再レコーディングされている。
本作発売後、初のライブツアー「Luce Twinkle Wink☆1st LIVE TOUR -LLTW☆-～t＊u＊n＊i＊n＊g～」が開催された。また、2019年1月14日には錦織めぐみが卒業したため、メジャーデビュー以降当時の5人体制の同グループとしては最後のCD作品となった。

## 収録曲
| #         | タイトル                    | 作詞               | 作曲             | 編曲              | 時間  |
| --------- | --------------------------- | ------------------ | ---------------- | ----------------- | ----- |
| 1.        | 「Luce Luce Twinkle Wink☆」 | SHUN               | SHUN             | SHUN              | 5:15  |
| 2.        | 「恋色♡思考回路」           | KOTOKO             | タニヤマヒロアキ | タニヤマヒロアキ  | 4:24  |
| 3.        | 「go to Romance>>>>>」      | くまのきよみ       | 大隅知宇         | 千葉"naotyu-"直樹 | 3:58  |
| 4.        | 「Precious☆Summer」         | 錦織めぐみ         | CHEEBOW          | CHEEBOW           | 4:08  |
| 5.        | 「You are a star!」         | ヒゲドライバー     | CHEEBOW          | ヒゲドライバー    | 4:36  |
| 6.        | 「刹那ハレーション」        | まい               | CHEEBOW          | CHEEBOW           | 4:40  |
| 7.        | 「1st Love Story」          | 藤林聖子           | 大久保薫         | 大久保薫          | 3:56  |
| 8.        | 「Password」                | 宇佐美幸乃         | 川﨑海           | 川﨑海            | 4:47  |
| 9.        | 「Let me cry」              | 錦織めぐみ         | 黒須克彦         | 黒須克彦          | 4:18  |
| 10.       | 「ヒカリ」                  | 深沢紗希・桧垣果穂 | タニヤマヒロアキ | タニヤマヒロアキ  | 4:35  |
| 11.       | 「ポラリス」                | 深沢紗希・桧垣果穂 | タニヤマヒロアキ | タニヤマヒロアキ  | 4:16  |
| 12.       | 「Fight on!」               | KOTOKO             | ツキダタダシ     | ツキダタダシ      | 3:53  |
| 13.       | 「Twinkle ”5” stars!!☆」    | 黒崎真音           | 川﨑海           | 川崎海            | 4:11  |
| 14.       | 「meteor bell」             | 分島花音           | カヨコ           | 千葉"naotyu-"直樹 | 3:33  |
| 合計時間: | 合計時間:                   | 合計時間:          | 合計時間:        | 合計時間:         | 60:36 |

### 楽曲解説[5]
1. Luce Luce Twinkle Wink☆
2. 恋色♡思考回路
  - メジャー1stシングル。
  - PlayStation Vita用ソフト『To LOVEる-とらぶる- ダークネス トゥループリンセス』主題歌。
  - 宇佐美幸乃がWEBザテレビジョンのインタビューで当日の気分で本楽曲が推し曲として挙げており、宇佐美曰く「男性が”一度は言われてみたい”ことばかな？と思うフレーズが、いっぱい入っている曲なんです。ラブコメ好きにはたまらないかな、って。ニヤニヤしちゃうので、電車の中で聴く時はマスクをしていたほうがいいと思います（笑）。」と語っている[1]。
3. go to Romance>>>>>
  - メジャー3rdシングル。
  - テレビアニメ『うらら迷路帖』エンディングテーマ。
  - 板山紗織がWEBザテレビジョンのインタビューで当日の気分で本楽曲が推し曲として挙げており、板山曰く「最近お仕事に向かう電車の中でこのアルバムを聴くことが多いんですけど、この曲を聴くと1日頑張れるんですよ。TVアニメ『うらら迷路帖』のエンディングテーマだったこともあってちょこまかしたいろんな音が入っているので、聴いていてウキウキの気分になれます。」と語っている[1]。
4. Precious☆Summer
5. You are a star!
  - インディース2ndシングル。
6. 刹那ハレーション
  - インディース1stシングル。
  - 深沢紗希がWEBザテレビジョンのインタビューで当日の気分で本楽曲が推し曲として挙げており、深沢曰く「ルーチェ[注釈 2]初のオリジナル曲だったので、いただいた時の感動が大きくて。ライブではそれまで先輩方のカバーなどを披露していたので、やっと自分たちの曲を歌ってファンの方に聴いていただけるうれしさがありました。」と語っている[1]。
7. 1st Love Story
  - メジャー2ndシングル。
  - テレビアニメ『ネトゲの嫁は女の子じゃないと思った?』オープニングテーマ。
8. Password
9. Let me cry
10. ヒカリ
11. ポラリス
12. Fight on!
  - メジャー4thシングル。
  - テレビアニメ『ゲーマーズ!』エンディングテーマ。
13. Twinkle ”5” stars!!☆
  - アルバム唯一の新曲。
  - 桧垣果穂がWEBザテレビジョンのインタビューで当日の気分で本楽曲が推し曲として挙げており、桧垣曰く「作詞がレーベルの先輩である黒崎真音さんなんですけど、私たちのブログやツイッターをリサーチして書いてくださったそうで、その気持ちがまずすごくうれしくて。メンバーから「夢へのもがきをテーマにした曲を歌いたいです」とお願いしてつくっていただいたこともあって、自分たちにもすごく響きますね。」と語っている[1]。
14. meteor bell
  - 錦織めぐみがWEBザテレビジョンのインタビューで当日の気分で本楽曲が推し曲として挙げており、錦織曰く「「いい歌詞だなぁ」と思っていたら、作詞が分島花音さんで「すごい！」とびっくりしたのが「meteor bell」です。サビに私たち全員の名前が入っているんですよ。聴いていると空にキラキラと星を撒き散らしながら走る列車と、それに乗っている5人の絵が浮かぶんです。私はルーチェって夢や未来を歌うのが一番似合っているなと思うので、この曲がラストにあるのも良い並びだなと思います。」と語っている[1]。